# Gunung Runtoh
Gunung Runtoh är en kulle i Indonesien.   Den ligger i provinsen Aceh, i den västra delen av landet, 1 600 km nordväst om huvudstaden Jakarta. Toppen på Gunung Runtoh är 48 meter över havet.
Terrängen runt Gunung Runtoh är huvudsakligen platt, men västerut är den kuperad.Runt Gunung Runtoh är det ganska tätbefolkat, med 56 invånare per kvadratkilometer. I omgivningarna runt Gunung Runtoh växer i huvudsak städsegrön lövskog.